# Alberto Domingo
Alberto Domingo Cabo es un ingeniero español, doctor en Ingeniería de Caminos por la Universidad Politécnica de Valencia. Junto a su colega Carlos Lázaro, ha diseñado y construido varias estructuras, incluido el Oceanogràfic de Valencia.[cita requerida]